# Троцюк, Богдан Яковлевич
Богда́н Я́ковлевич Троцю́к (1931 — 2009) — советский композитор. Заслуженный деятель искусств РСФСР (1987).

## Биография
Родился 29 декабря 1931 года в Баку (ныне Азербайджан). Окончил МГК имени П. И. Чайковского (1957, класс А. И. Хачатуряна) и аспирантуру (1959).
Автор балета, оперетт, симфоний, музыки к спектаклям и кинофильмам («Нежность» (1966), «Особое мнение» (1967), «Влюбленные» (1969), «Баллада о Беринге и его друзьях» (1970), «Летние сны» (1972), «Завещание старого мастера» (1972), «С тобой и без тебя» (1973), «Вариант «Омега»» (1975), «Огненное детство» (1976), «Мятежная баррикада» (1978), «Суета сует» (1979), «Дамы приглашают кавалеров» (1980), «Гляди веселей» (1983) и других).
Среди них — музыка к украинским лентам: «Личное мнение» (1968), «Контрмера» (1975).
Похоронен на Армянском кладбище.

## Фильмография

### Композитор
- 1965 — «Прогрессивный метод» (в к/ж «Фитиль» № 40) (документальный)
- 1966 — «Нежность»
- 1967 — «Особое мнение»
- 1969 — «Влюбленные»
- 1970 — «Баллада о Беринге и его друзьях»
- 1971 — «Драма любви»
- 1971 — «Мой голубой щенок» (фильм-спектакль)
- 1972 — «Летние сны»
- 1972 — «Завещание старого мастера»
- 1973 — «С тобой и без тебя»
- 1975 — «Вариант «Омега»»
- 1976 — «Огненное детство»
- 1978 — «Мятежная баррикада»
- 1979 — «Суета сует»
- 1980 — «Дамы приглашают кавалеров»
- 1981 — «Зал ожидания» (фильм-спектакль)
- 1983 — «Гляди веселей»
- 1983 — «Июнь, начало лета» (фильм-спектакль)
- 1985 — «Маленькие чудеса» (анимационный)
- 1986 — «Скульптор Томский. Дело всей жизни» (документальный)
- 1987 — «Приход Луны»
- 1987 - "Анонимка"
- 2004 — «Влюблённые 2»